# Frank Little (syndicaliste)
Pour l’article homonyme, voir Frank Little (évêque).
Frank H. Little, né en 1879,  était un militant ouvrier américain. Membre des Industrial Workers of the World, il unifia les mineurs, les bûcherons et les ouvriers du pétrole. Il meurt assassiné le 1er août 1917.

## Biographie
Franck Little nait en 1879 d'un père quaker et d'une mère indienne Cherokee. Il commence à travailler jeune comme mineur de fond à l'age de 21 ans, et est un des organisateurs de la Western Federation of Miners (en) avant de rejoindre les IWW en 1906. Il perd un œil, " probablement à la suite d'un accident de travail ". Il participe ensuite aux campagnes d'expression libre (en) menées par ce syndicat à Missoula, Fresno et Spokane. Un jour, il est condamné à trente jours d'emprisonnement pour avoir lu la Déclaration d'Indépendance au coin d'une rue. En 1910, Little unifie avec succès les ouvriers agricoles de la Vallée de San Joaquin, et en 1916, il devient membre de la direction des IWW.
Il s'oppose avec intransigeance à l'entrée des États-Unis dans la Première Guerre mondiale. Alors que d'autres dirigeants du syndicat craignaient que la répression ne détruise les IWW sans leur laisser le temps de regrouper suffisamment de travailleurs pour pouvoir s'opposer efficacement à la guerre, Little estimait qu'il fallait combattre à tout prix la guerre et tout faire pour dissuader les ouvriers de s'engager dans l'armée.
Durant l'été 1917, dans la ville de Butte dans le Montana, Frank Little aide les mineurs du cuivre à mener une grève contre l’Anaconda Company. Le 1er août, de bonne heure, six hommes masqués font irruption dans sa chambre d'hôtel. Ils le frappent, puis l’emmènent hors de la ville pour le lyncher. Son corps fut découvert pendu à un pont du chemin de fer, et l'autopsie révéla qu'il avait été sauvagement battu puis attaché et trainé derrière une voiture. Le message, « premier et dernier avertissement », avec les initiales d'autres meneurs de la grève, fut retrouvé sur sa poitrine. Les soupçons se portèrent sur les hommes de l'agence Pinkerton, mais il n'y eut aucune tentative sérieuse pour retrouver les assassins de Frank Little. Plus de 7000 personnes accompagnèrent son cercueil jusqu'au cimetière de Butte.
En 1917, l'écrivain Dashiell Hammett avait travaillé comme détective pour l'entreprise Anaconda. En 1951, au plus fort du maccarthisme, qualifé de traître rouge, il est emprisonné pour avoir refusé de donner des noms. Plus tard, son amie Lillian Hellman expliquera : "Pendant sa période Pinkerton, un policier d'Anaconda lui avait offert 5000 dollars pour tuer Frank Little".

## Documentaire
- An injury to one, Travis Wilkerson, 2002, 53 min, le film reconstitue l'histoire de la ville de Butte dans le Montana et brosse le portrait de l’agitateur syndicaliste Frank Little[4].

## Hommage
Le groupe de rock américain The Strike rend hommage au militant par le titre : "Ballad Of Frank Little " sur leur deuxième album "Shots Heard 'Round The World " (1999)